# Phyllachora lucida
Phyllachora lucida är en svampart som beskrevs av Sacc. & Paol. 1888. Phyllachora lucida ingår i släktet Phyllachora och familjen Phyllachoraceae.   Inga underarter finns listade i Catalogue of Life.